# شوقي بغدادي
شوقي جمال بغدادي (26 تموز/ يوليو 1928 - 29 كانون الثاني/يناير 2023) شاعر وكاتب قصصي سوري. ولد في بانياس ونشأ بها وبطرابلس واللاذقية. أنهى تعليمه العالي في كلية الآداب بدمشق وكلية التربية معاً سنة 1951. عمل مدّرساً للعربية طوال حياته في سوريا وخمس سنوات في الجزائر. شارك في تأسيس رابطة الكتاب السوريين عام 1951 والتي تحوّلت إلى رابطة للكتاب العرب عام 1954 وانتخب أميناً عاما لها سنة 1954 حتى مطلع 1959. ثم تفرغ للكتابة وعمل مستقلًا. له مجموعات شعرية وقصص قصيرة عديدة واهتم أيضًا بأدب الأطفال.

## سيرته
ولد شوقي جمال بغدادي يوم 26 يوليو (تموز) 1928/ 8 صفر 1347 في بانياس ونشأ فيها. تنقل بين مدارس رسمية متعددة فيها وفي طرابلس بلبنان مند 1934 حتى 1939، ثم اللاذقية 1939-1945. درس الثانوية في دمشق 1946-47، ثم تابع دراسته في جامعة دمشق فانتسب بعد البكالوريا إلى المعهد العالي للمعلمين التابع لجامعة دمشق، وتخرج منها بإجازتين في الأدب العربي والتربية صيف 1951.
درّس في مرحلة الثانوي، وانضم إلى اتحاد الكتاب العرب سنة 1951، ونقابة المعلمين في دمشق. أقام في لبنان عامين ونصف 1959-61 وخمس سنوات في الجزائر 1968-72 مدرّسًا. ثم تفرغ للكتابة.
يقال حُظر اسمه من التداول في الاعلام الرسمي السوري أثر توقيعه بيان إعلان بيروت دمشق في مايو 2006.

## مهنته الأدبية
أصدر مجموعته الشعرية الأولى «أكثر من قلب واحد» سنة 1955 ومجموعته القصصية «حبّنا يبصق دائمًا» في 1954.
شارك في تأسيس رابطة الكتاب السوريين عام 1951 والتي تحوّلت إلى اتحاد الكتاب العرب 1954 وانتخب أمنياً عاماً لها حتى مطلع عام 1959. وبعدها شارك في تأسيس الاتحاد وكان عضواً في مجلس الاتحاد في معظم دوراته إلى أن اختير بعد انتخابات الاتحاد عام 1995، عضواً في المكتب التنفيذي وأسند إليه منصب رئاسة تحرير «مجلة الموقف الأدبي» الشهرية الصادرة عن الاتحاد.
التزم بالقضايا الوطنية، ونظم الشعر العامودي. أحب الشعر القديم، وتأثر بأدب النهضة القومية.

## جوائزه وتكريمه
- 1981: جائزة اتحاد الكتاب العرب لأحسن مجموعة شعرية.[5]
- 21 مارس 2021: جائزة أحمد شوقي للإبداع الشعري في دورتها الثانية المقدمة من النقابة العامة لاتحاد كتاب مصر. وصفته النقابة بأنه «شاعر له صوته الفريد والخاص... يبحث نصه عن قيم الحرية والعدالة».[11]

## مؤلفاته
- «درب إلى القمة»، بالاشتراك،  1952
- «حيّنا يبصق دمًا»، 1954
- «بيتها في سفح الجبل، 1977
- «عودة الطفل الجميل»، 1985
- «مهنة اسمها الحلم»، 1986
- «المسافرة»، رواية، 1994
- «فتاة عادية»، 1998

من مجموعاته الشعرية:
- «أكثر من قلب واحد»، 1955
- «لكل حب قصة»، 1962
- «أشعار لا تحب»، 1968
- «بين الوسادة والعنق»، 1974
- «ليلى بلا عشاق»، 1979
- «قصص شعرية قصيرة جدًا»، 1981
- «كم كل بستان»، 1982
- «رؤيا يوحنا الدمشقي»، 1991
- «شيء يخص الروح»، 1996
- «البحث عن دمشق»، 2003
- «ديوان الفرح»، 2010

وله للأطفال:
- «عصفور الجنة»،  حكايات شعرية للأطفال، 1982
- «القمر على السطوح»، ديوان شعر للأطفال، 1984

وله أيضًا: 
- «قديم الشعر وجديده»، بالاشتراك، 1986
- «عودة الاستعمار: من الغزو الثقافي إلى حرب الخليج»، بالاشتراك، 1992
- «قلها وامش»، مجموعة خواطر، 1994
- «تلك الليلة»، مسرحية، 2008

ونشرت له:
- «الأعمال الشعرية الكاملة»، 2006

## وصلات خارجية
- في موقع الأرشيف المجلات